# Хорошее (Петропавловский район)
Хоро́шее (укр. Хороше) — село,
Хорошевский сельский совет,
Петропавловский район,
Днепропетровская область,
Украина.
Код КОАТУУ — 1223887101. Население по переписи 2001 года составляло 1145 человек.
Является административным центром Хорошевского сельского совета, в который, кроме того, входят сёла
Кохановка и
Старый Колодец.

## Географическое положение
Село Хорошее находится на правом берегу реки Самара,
выше по течению на расстоянии в 5 км расположено село Добринька,
ниже по течению на расстоянии в 1 км расположено село Кохановка,
на противоположном берегу — сёла Васюковка, Озёрное и Луговое.

## История
- 1750 год — первое упоминание об урочище Хорошее.
- До 1781 года — слобода Писемское.

## Экономика
- ООО « Елита».

## Объекты социальной сферы
- Школа.
- Детский сад.
- Дом культуры.
- Музей народной поэтессы Карпенко Фросинии Андреевны.

## Достопримечательности
- Братская могила советских воинов.

## Известные люди
- Дейнеко Степан Петрович (1918—1944) — Герой Советского Союза, родился в селе Хорошее.
- Скиба Степан Кузьмич (1901—1975) — кавалер ордена Славы 3-х степеней, родился в селе Хорошее.
- Жулай Евгений Лаврентьевич (1939—2012) — профессор, заведующий кафедрой Национального Аграрного Университета. Автор ряда книг, изобретений, учебников по электрификации сельского хозяйства, родился в селе Хорошее.
- Карпенко, Фросина Андреевна (1905—1992) — украинская советская поэтесса.